# 제주시교육지원청
제주시교육지원청(濟州市敎育支援廳, Jeju City Office of Education)은 제주특별자치도 제주시를 관할하는 제주특별자치도교육청 산하의 교육지원청이다.
교육장은 장학관으로 보한다..

## 산하기관

#### 초등학교
| - 고산초등학교 - 곽금초등학교 - 광령초등학교 - 광양초등학교 - 구엄초등학교 - 구좌중앙초등학교 - 귀덕초등학교 - 금악초등학교 - 김녕초등학교 - 동복분교 - 남광초등학교 - 납읍초등학교 - 노형초등학교 - 대흘초등학교 - 더럭초등학교 - 도남초등학교 - 도리초등학교 - 도평초등학교 - 동광초등학교 | - 동화초등학교 - 물메초등학교 - 백록초등학교 - 봉개초등학교 - 북촌초등학교 - 삼성초등학교 - 삼화초등학교 - 삼양초등학교 - 세화초등학교 - 송당초등학교 - 수원초등학교 - 신광초등학교 - 신제주초등학교 - 신창초등학교 - 신촌초등학교 - 아라초등학교 - 애월초등학교 - 어도초등학교 - 영평초등학교 | - 오라초등학교 - 외도초등학교 - 우도초등학교 - 월랑초등학교 - 이도초등학교 - 인화초등학교 - 일도초등학교 - 장전초등학교 - 재릉초등학교 - 저청초등학교 - 제주남초등학교 - 제주대학교 교육대학 부설초등학교 - 제주동초등학교 - 제주북초등학교 - 제주서초등학교 - 제주중앙초등학교 - 조천초등학교 - 교래분교 - 종달초등학교 | - 추자초등학교 - 신양분교 - 평대초등학교 - 하귀일초등학교 - 하귀초등학교 - 하도초등학교 - 한동초등학교 - 한라초등학교 - 한림초등학교 - 비양분교 - 한천초등학교 - 함덕초등학교 - 선인분교 - 선흘분교 - 해안초등학교 - 화북초등학교 |

#### 중학교
| - 고산중학교 - 귀일중학교 - 김녕중학교 - 노형중학교 - 세화중학교 - 신성여자중학교 - 신엄중학교 | - 신창중학교 - 아라중학교 - 애월중학교 - 오현중학교 - 우도중학교 - 저청중학교 - 제주대학교 사범대학 부설중학교 | - 제주동여자중학교 - 제주동중학교 - 제주서중학교 - 제주여자중학교 - 제주제일중학교 - 제주중앙여자중학교 - 제주중앙중학교 | - 제주중학교 - 조천중학교 - 추자중학교 - 탐라중학교 - 한라중학교 - 한림여자중학교 - 한림중학교 - 함덕중학교 |

## 같이 보기
- 대한민국 교육부
- 서귀포시교육지원청